# ایگال عمیر
ایگال عمیر (عقال امیر) (به عبری: יגאל עמיר) (متولد ۲۳ مه ۱۹۷۰ در هرتزلیا) یک اسرائیلی است که نخست‌وزیر اسرائیل، اسحاق رابین را ترور کرد. ترور در تاریخ ۴ نوامبر، ۱۹۹۵ و در پایان یک تظاهرات در تل‌آویو رخ داد.
او در یک خانواده ارتودکس یهودی به دنیا آمد. وی که دانشجوی رشته حقوق دانشگاه بارایلان بود، در تاریخ ۴ نوامبر ۱۹۹۵، اسحاق رابین نخست وزیر وقت اسرائیل را به دلیل امضای صلح با فلسطینیان به قتل رساند. او هم‌اکنون دوران حبس ابد خود را طی می‌کند.